# ハウスカード
ハウスカード（和製英語）とは、クレジットカードの一種である。Visa・JCBなどの国際ブランドと提携しておらず、主に発行する企業やそのグループ会社の店舗でしか利用できないクレジットカードを指す。
日本におけるクレジットカードについては「クレジットカード (日本)」、国際ブランドについては「クレジットカード#国際ブランド」をそれぞれ参照。

## 概要
かつては顧客の囲い込みを目的に百貨店、スーパーマーケット、ガソリンスタンド、鉄道会社やバス会社などで導入される場合が多かった。利点は現金チャージする毎に数百円から数千円のおまけがつくといった点。しかし、特定の路線・店舗・チェーンストアのみの利用を想定したカード故その利用金額も限定される点、所有するカードの管理など消費者側にとっては利便性が劣るといった不便さが目立つようになった。
またICカード化などセキュリティ向上への対応を理由として、近年では国際ブランドと提携したクレジットカードに切り替え、新規申し込みや追加チャージを終了する例が増えている。
信販会社などが国際ブランドと提携せずに発行する、自社の加盟店でのみ利用することができるクレジットカードもハウスカードに準ずる存在であると言えるが、こちらも国際ブランドと提携したクレジットカードへの切り替えが進んでいる。
なお、一部のクレジットカード会社が行っている即日発行サービスで審査完了前に発行される仮カードが、申し込んだ本来のカードが国際ブランドと提携しているカードであっても、ハウスカードまたはこれに準ずる国際ブランドの付いていない仮カードとして発行される場合もある。

## 主なハウスカード
新規申込を受け付けているハウスカード、およびこれに準ずるクレジットカードを挙げる。ただし法人カード・外商カードは除く。
- コスモ・ザ・カード・ハウス[3] - セディナ / コスモ石油
  - 「コスモ・ザ・カード（トリプル）」は、セディナがコスモ石油と提携して発行する国際ブランド提携カード。
  - 「コスモ・ザ・カード・オーパス」は、イオン銀行がコスモ石油と提携して発行する国際ブランド提携カード。
- 日産カード（ハウスカード）[4][5] - 日産フィナンシャルサービス（日産グループ）
- 紀ノ国屋メンバーズカード[6] - 紀ノ國屋
- Mカード[7] - 三菱電機フィナンシャルソリューションズ
  - 個人（一般顧客）向けハウスカード。三菱電機系列の家電販売店、三菱電機フィナンシャルソリューションズ提携家電販売店で発行受付。家電量販店などでの発行・利用は不可。
  - なお同社では、三菱電機グループ社員・退職者専用のハウスカード「メルコカード」も発行している[8]。
- パナカード[9] - 三井住友トラスト・パナソニックファイナンス
  - パナソニック系列の家電販売店で発行受付。家電量販店などでの発行・利用は不可。
  - 以前は国際ブランド提携の「パナカード・イーカ」も発行していたが、2016年3月で新規発行を停止、2016年10月で強制解約となった。
- RARAクレジット[10] - アークスグループ
  - 同社が北海道・東北地方で展開するスーパーマーケットチェーンで利用できるポイントカード「RARAカード」にハウスカード機能を付加したもの。
- PiTaPaベーシックカード[11] - スルッとKANSAI
  - 交通系ICカード「PiTaPa」の一種だが、ポストペイ方式であり発行には審査がある。主に関西圏の私鉄各社の乗車と加盟店でのショッピングで与信枠内において利用できるため、国際ブランドが付加されていない事実上のハウスカードとも言える。ただしデポジット制で無審査の「保証金預託制PiTaPaベーシックカード」を除く。
- タカラヅカレビューSTACIAカード[12]
  - 宝塚歌劇団の公式会員組織である「宝塚友の会」の会員証を兼ねたカード。国際ブランドやPiTaPaのないカードでは、宝塚友の会関連の決済（入会金、年会費、定期購読、先行予約など）のみ可能（プロセシングは三井住友カードが業務代行）。
- スピカカード[13] - いよてつカードサービス（伊予鉄グループ）
  - 伊予鉄グループ内や、その他愛媛県内の加盟店で利用可能。
- 中納言グルメイトPLUSカード - ライフカード / 中納言　
  - 中納言とグループ会社の利用で10％値引きされるハウスカード。2024年10月7日発行開始[14]。

### 新規申込を終了したハウスカード

#### 国際ブランド提携へ移行
- エポスカード - 丸井系。Visa提携へ移行[15][16]。
  - 月賦百貨店をルーツとする「丸井の赤いカード」として個人向けクレジットカードの先駆となり、富裕層が持つものとされていたクレジットカードを若者にも普及させた業界の立役者である。
  - 1960年（昭和35年）1月に日本初となる「クレジット」の名称を使用した「クレジット・カード」を発行[17]。1981年（昭和56年）2月にはカードキャッシングも開始している[17]。
- ローソンPontaカード ハウス - クレディセゾン / ロイヤリティマーケティング。Master、Visa提携へ移行[18]。
  - Pontaにはプリペイドカード「おさいふPonta」もあるが、こちらはJCB提携である[19]。
- イオンカード - イオン銀行。Visa提携へ移行[20]。
- 伊勢丹アイカード - 三越伊勢丹エムアイカードとしてVisa提携へ移行[21]。
- UCSカード - 旧ユニー系。Visa・JCB・Master提携へ移行[22]。
- ゆめカード（ゆめかクレジット） - ゆめタウン系（イズミグループ）。VISA・MasterCard（以上国際カードビジネス協会→三菱UFJニコス）・JCB提携へ移行（その後MasterCardは廃止）[23]。
- 東武カード - 東武カードビジネス（東武グループ）。Visa・JCB・Master提携へ移行[24]。
- 京王パスポートカード - 京王パスポートクラブ（京王グループ）
  - JCB提携へ移行[25]、のちにVisa提携も開始し現在はVisaがメイン[25]。現金専用ポイントカードもある[25]。
  - 京王パスポートカード（ハウスクレジット）[26] - 現金払いの際にはポイントカードとして利用できた[26]。2020年3月31日をもってサービス終了[2]。翌4月1日からは有効期限の残っているカードも利用できない[2]。
- JR東海エクスプレス・カード - 東海旅客鉄道
  - 2004年にセントラルファイナンス発行のVisa・Master・JCB提携カード発行を開始するものの、一部のカードは2016年までハウスカードの入会を受け付けていた。
  - セントラルファイナンスの後身であるSMBCファイナンスサービスが三井住友カードへ統合されるのに先立ち、ハウスカードも三井住友カード発行のVisa提携カードへの切り替えとなり、2023年10月末をもって廃止予定[27]。
- 井筒屋ウィズカード[28] - 井筒屋ウィズカード
  - 2022年4月からJCB提携に移行[29]。

#### サービス終了
- イズミヤカード - イズミヤ系
  - 2016年11月26日をもってクレジットカード事業から撤退（ハウスカード、Visa・JCB・Master提携カード含む）[30][31]。同日をもって有効期限の残っているカードも利用できなくなった[30][31]。
  - イズミヤとしてはペルソナの「ソレーナSTACIAカード」（Visa提携）[32]へ移行している[30]。
- 東芝Fカード - イオンプロダクトファイナンス
  - 東芝系列の家電販売店で発行受付。家電量販店などでの発行・利用は不可。2017年9月30日をもってサービス終了[33]。
- CPコスメティクスカード[34] - 住信SBIネット銀カード
  - 化粧品「CPコスメティクス」サロン専用ハウスカード[34]。現金専用会員カードもある[34]。2023年3月31日をもって全サービスを終了。
  - CPコスメティクスとしては、ジャックスとの提携でMastercard付きのカード発行に移行している。

#### ローンカードへ移行
- テーオーカード[35] - テーオーホールディングスが経営する函館市のテーオーデパートで利用できるハウスカード。テーオーデパートの営業終了に伴いショッピング機能はなくなりローンカードとなった。